# Conference League North 2004-2005
La Conference League North 2004-2005 è stata la 1ª edizione della seconda serie della Conference League. Rappresenta, insieme alla Conference League South, il sesto livello del calcio inglese ed il secondo del sistema "non-league".

## Squadre partecipanti
| Squadra              | Città             | Stagione precedente                                             |
| -------------------- | ----------------- | --------------------------------------------------------------- |
| Alfreton Town        | Alfreton          | 4º posto in Northern Premier League Premier Division, promosso  |
| Altrincham           | Altrincham        | 12º posto in Northern Premier League Premier Division, promosso |
| Ashton United        | Ashton-under-Lyne | 14º posto in Northern Premier League Premier Division, ammesso  |
| Barrow               | Barrow-in-Furness | 3º posto in Northern Premier League Premier Division, promosso  |
| Bradford Park Avenue | Bradford          | 17º posto in Northern Premier League Premier Division, promosso |
| Droylsden            | Droylsden         | 2º posto in Northern Premier League Premier Division, promosso  |
| Gainsborough Trinity | Gainsborough      | 10º posto in Northern Premier League Premier Division, promosso |
| Harrogate Town       | Harrogate         | 5º posto in Northern Premier League Premier Division, promosso  |
| Hinckley United      | Hinckley          | 6º posto in Southern Football League, promosso                  |
| Hucknall Town        | Hucknall          | 1º posto in Northern Premier League Premier Division, promosso  |
| Kettering Town       | Kettering         | 9º posto in Isthmian League Premier Division, promosso          |
| Lancaster City       | Lancaster         | 8º posto in Northern Premier League Premier Division, promosso  |
| Moor Green           | Birmingham        | 13º posto in Southern Football League, promosso                 |
| Nuneaton Borough     | Nuneaton          | 4º posto in Southern Football League, promosso                  |
| Redditch United      | Redditch          | 1º posto in Southern Football League Western Division, promosso |
| Runcorn F.C. Halton  | Runcorn           | 13º posto in Northern Premier League Premier Division, promosso |
| Southport            | Southport         | 6º posto in Northern Premier League Premier Division, promosso  |
| Stafford Rangers     | Stafford          | 3º posto in Southern Football League, promosso                  |
| Stalybridge Celtic   | Stalybridge       | 11º posto in Northern Premier League Premier Division, promosso |
| Vauxhall Motors      | Ellesmere Port    | 9º posto in Northern Premier League Premier Division, promosso  |
| Worcester City       | Worcester         | 5º posto in Southern Football League, promosso                  |
| Worksop Town         | Worksop           | 7º posto in Northern Premier League Premier Division, promosso  |

## Classifica finale
|  | Pos. | Squadra              | Pt | G  | V  | N  | P  | GF | GS | DR  |
|  | ---- | -------------------- | -- | -- | -- | -- | -- | -- | -- | --- |
|  | 1    | Southport            | 84 | 42 | 25 | 9  | 8  | 83 | 45 | +38 |
|  | 2    | Nuneaton Borough     | 81 | 42 | 25 | 6  | 11 | 68 | 45 | +23 |
|  | 3    | Droylsden            | 79 | 42 | 24 | 7  | 11 | 82 | 52 | +30 |
|  | 4    | Kettering Town       | 70 | 42 | 21 | 7  | 14 | 56 | 50 | +6  |
|  | 5    | Altrincham           | 69 | 42 | 19 | 12 | 11 | 66 | 46 | +20 |
|  | 6    | Harrogate Town       | 68 | 42 | 19 | 11 | 12 | 62 | 49 | +13 |
|  | 7    | Worcester City       | 60 | 42 | 16 | 12 | 14 | 59 | 53 | +6  |
|  | 8    | Stafford Rangers     | 59 | 42 | 14 | 17 | 11 | 52 | 44 | +8  |
|  | 9    | Redditch Utd (-3)    | 59 | 42 | 18 | 8  | 16 | 65 | 59 | +6  |
|  | 10   | Hucknall Town        | 59 | 42 | 15 | 14 | 13 | 59 | 57 | +2  |
|  | 11   | Gainsborough Trinity | 57 | 42 | 16 | 9  | 17 | 55 | 55 | 0   |
|  | 12   | Hinckley Utd         | 56 | 42 | 15 | 11 | 16 | 55 | 62 | -7  |
|  | 13   | Lancaster City       | 54 | 42 | 14 | 12 | 16 | 51 | 59 | -8  |
|  | 14   | Alfreton Town        | 53 | 42 | 15 | 8  | 19 | 53 | 55 | -2  |
|  | 15   | Vauxhall Motors      | 53 | 42 | 14 | 11 | 17 | 48 | 57 | -9  |
|  | 16   | Barrow               | 52 | 42 | 14 | 10 | 18 | 50 | 64 | -14 |
|  | 17   | Worksop Town (-10)   | 50 | 42 | 16 | 12 | 14 | 59 | 59 | 0   |
|  | 18   | Moor Green           | 49 | 42 | 13 | 10 | 19 | 55 | 64 | -9  |
|  | 19   | Stalybridge Celtic   | 48 | 42 | 12 | 12 | 18 | 52 | 70 | -18 |
|  | 20   | Runcorn FC Halton    | 42 | 42 | 10 | 12 | 20 | 44 | 63 | -19 |
|  | 21   | Ashton Utd           | 33 | 42 | 8  | 9  | 25 | 46 | 79 | -33 |
|  | 22   | Bradford PA          | 24 | 42 | 5  | 9  | 28 | 37 | 70 | -33 |

Legenda:
      Promosso in Conference League National 2005-2006.
  Ammesso ai play-off.
      Retrocesso in Northern Premier League Premier Division 2005-2006.
      Retrocesso in Isthmian League Premier Division 2005-2006.
Regolamento:
Tre punti a vittoria, uno a pareggio, zero a sconfitta.
In caso di arrivo di due o più squadre a pari punti, la graduatoria viene stilata secondo i seguenti criteri:
- differenza reti
- maggior numero di gol segnati

Note:

Il Redditch United è stato sanzionato con 3 punti di penalizzazione.
Il Worksop Town è stato sanzionato con 10 punti di penalizzazione.

## Spareggi

### Play-off North/South

#### Tabellone
|  | Quarti di finale        | Quarti di finale        | Quarti di finale      |                       |                   | Semifinali        | Semifinali | Semifinali |  |  | Finale | Finale | Finale |  |
|  |                         |                         |                       |                       |                   |                   |            |            |  |  |        |        |        |  |
|  | 2N Nuneaton Borough     | 2N Nuneaton Borough     | 1                     |                       |                   |                   |            |            |  |  |        |        |        |  |
|  | 2N Nuneaton Borough     | 2N Nuneaton Borough     | 1                     |                       |                   |                   |            |            |  |  |        |        |        |  |
|  | 5N Altrincham 4-2 (dtr) | 5N Altrincham 4-2 (dtr) | 1                     |                       |                   |                   |            |            |  |  |        |        |        |  |
|  | 5N Altrincham 4-2 (dtr) | 5N Altrincham 4-2 (dtr) | 1                     |                       | 4N Kettering Town | 4N Kettering Town | 2          |            |  |  |        |        |        |  |
|  |                         |                         |                       |                       | 4N Kettering Town | 4N Kettering Town | 2          |            |  |  |        |        |        |  |
|  |                         |                         | 5N Altrincham         | 5N Altrincham         | 3                 |                   |            |            |  |  |        |        |        |  |
|  | 3N Droylsden            | 3N Droylsden            | 5N Altrincham         | 5N Altrincham         | 3                 | 1                 |            |            |  |  |        |        |        |  |
|  | 3N Droylsden            | 3N Droylsden            |                       |                       |                   |                   |            |            |  |  |        |        |        |  |
|  | 4N Kettering Town       | 4N Kettering Town       | 2                     |                       |                   |                   |            |            |  |  |        |        |        |  |
|  | 4N Kettering Town       | 4N Kettering Town       | 2                     |                       | 5N Altrincham     | 5N Altrincham     | 2          |            |  |  |        |        |        |  |
|  |                         |                         |                       |                       |                   |                   |            |            |  |  |        |        |        |  |
|  |                         |                         | 5S Eastbourne Borough | 5S Eastbourne Borough | 1                 |                   |            |            |  |  |        |        |        |  |
|  | 2S Cambridge City       | 2S Cambridge City       | 5S Eastbourne Borough | 5S Eastbourne Borough | 1                 | bye               |            |            |  |  |        |        |        |  |
|  | 2S Cambridge City       | 2S Cambridge City       |                       |                       |                   |                   |            |            |  |  |        |        |        |  |
|  |                         |                         |                       |                       |                   |                   |            |            |  |  |        |        |        |  |
|  |                         | 2S Cambridge City       | 2S Cambridge City     | 0                     |                   |                   |            |            |  |  |        |        |        |  |
|  |                         |                         |                       | 0                     |                   |                   |            |            |  |  |        |        |        |  |
|  |                         |                         | 5S Eastbourne Borough | 5S Eastbourne Borough | 3                 |                   |            |            |  |  |        |        |        |  |
|  | 3S Thurrock             | 3S Thurrock             | 5S Eastbourne Borough | 5S Eastbourne Borough | 3                 | 2                 |            |            |  |  |        |        |        |  |
|  | 3S Thurrock             | 3S Thurrock             |                       |                       |                   |                   |            |            |  |  |        |        |        |  |
|  | 5S Eastbourne Borough   | 5S Eastbourne Borough   | 4                     |                       |                   |                   |            |            |  |  |        |        |        |  |